# Lucien Rosengart
Lucien Rosengart (París, 11 de gener de 1881 - Niça, 27 de juliol de 1976) fou un industrial francès, fundador de l'empresa automobilística "Rosengart". Al seu país se l'ha considerat l'inventor del futbolí (que els francesos anomenen baby-foot).
Després d'estudiar enginyeria mecànica, obrí un taller a Belleville per fabricar-hi cargols i altres peces metàl·liques. Durant la Primera Guerra Mundial, va crear dues fàbriques a París i a Saint-Brieuc per fabricar-hi fuselatges per als obusos. Entre 1923 i 1927, treballà a les empreses Citroën i Peugeot, on conegué Jules Salomon, fins que el 1927, associat amb ell, adquireixen una vella fàbrica a Neuilly-sur-Seine i creen la societat "Rosengart".
Inventà, entre d'altres, el pern inoxidable, l'enllumenat de bicicleta, i el finançament sobre estoc (que fins aleshores implicava una hipoteca sobre els edificis). També va crear l'empresa "Peugeot Maritime" a Levallois-Perret, per fabricar canoes a motor, de fet, el primer motor forabord, i fundà el saló nàutic el 1926. Hi ha una anècdota que li atribueix la idea de regirar cap a l'esquerra el lleó del logo de "Peugeot", seguint el model de l'escut d'armes del Franc Comtat.